# Mauricie
Mauricie és una regió administrativa de la província canadenca del Quebec, situada a la confluència dels rius Sant Llorenç i Saint-Maurice. La regió està dividida en 3 municipalitats regionals de comtat (MRC) i 47 municipalitats.